# Tierra de deseos
Terra e Paixão (título en español: Tierra de deseos) es una telenovela brasileña creada por Walcyr Carrasco y emitida por TV Globo del 8 de mayo de 2023 al 19 de enero de 2024. Está protagonizada por Cauã Reymond, Bárbara Reis, Johnny Massaro, Paulo Lessa, Débora Falabella, Agatha Moreira, Tony Ramos y Glória Pires.

## Sinopsis
Cuando su marido muere en un intento de apropiación de tierras, Aline se dedica a los cultivos y a proteger a su familia. Enfrentándose al poderoso Antônio La Selva, responsable de la muerte de su esposo y el mayor agricultor de la región, Aline está decidida a mantener la posesión de sus tierras e invertir en su producción. Sin embargo, ella no esperaba enamorarse de Daniel, el hijo de su enemigo que vive en conflicto con su medio hermano rebelde, Caio, quien, a su vez, también se enamora de la chica. En el interior de Brasil, Aline deberá librar dos batallas: la disputa por sus tierras y por su corazón.

## Elenco
- Cauã Reymond como Caio Meirelles La Selva
- Bárbara Reis como Aline Barroso Machado
- Johnny Massaro como Daniel La Selva
- Paulo Lessa como Jonatas dos Santos
- Débora Falabella como Lucinda do Carmo Amorim
- Agatha Moreira como Graça Borghin Junqueira
- Tony Ramos como Antônio La Selva.
- Glória Pires como Irene Pinheiro La Selva
- Eliane Giardini como Agatha Santini La Selva
- Tatá Werneck como Anely do Carmo / Rainha Delícia
- Rainer Cadete como Luigi San Marco[4]
- Débora Ozório como Petra La Selva
- Ângelo Antônio como Raul Andrade Amorim (Andrade)
- Leandro Lima como Delegado Marino Guerra
- Amaury Lorenzo como Ramiro Neves
- Diego Martins como Kelvin Santana
- Jonathan Azevedo como Odilon Tavares
- Leona Cavalli como Gladys Borghin Junqueira
- Cláudio Gabriel como Tadeu Junqueira
- Thati Lopes como Berenice Aureliana (Berê)
- Alexandra Richter como Berenice Ferreira (Nice)
- Maicon Rodrigues como Rodrigo[5]
- Charles Fricks como Ademir La Selva
- Tatiana Tiburcio como Jussara Barroso Machado
- Camilla Damião como Menah dos Santos
- Flávio Bauraqui como Gentil dos Santos
- Igor Angelkorte como Dr. Henrique Sampaio
- Gil Coelho como César Verdelho
- Suyane Moreira como Iraê Guató
- Renata Gaspar como Mara Mamberti
- Inez Viana como Angelina Assunção
- Jeniffer Dias como Victória Castro
- Kizi Vaz como Nina[6]
- Valéria Barcellos como Luana Shine
- Bruna Aiiso como Dr. Laurita Corrêa
- Daniel Munduruku como Xamã Jurecê Guató
- Mapu Huni Kui como Raoni Guató[7]
- Lourinelson Vladimir como Elias Mamberti[8]
- Tairone Vale como Ruan Alves
- Natascha Stransky como Silvia[9]
- Rafaela Cocal como Yandara Guató[10]
- Márcio Tadeu como Juvenal Mourão
- Natalia Dal Molin como Graciara
- Letícia Laranja como Flor da Conceição
- Paulo Roque como Sidney
- Samir Murad como Pablo Ozen
- Rafael Gualandi como Enzo
- Edvana Carvalho como Lúcia
- Merícia Cassiano como Iná
- Ignácio Luz como Fernando «Nando»
- Matheus Assis como João Barroso Machado
- Felipe Melquiades como Cristian Kuerton Andrade
- Maria Carolina Basilio como Rosa
- Izabela Cardin como Melina Gonzales
- Susana Vieira como Cândida Rossini
- Rafael Cardoso como Dr. Andrade
- Gil Gómez como primer esposo de Irene
- Paulo Rocha como Vinicius
- Italo Martins como padre de Agatha
- Eriberto Leao como Dr. Dirceu
- Rafael Cardoso como Andrade
- Carol Romano como prisionera Lucinda Raymunda

## Audiencia
| Temporada | Episodios | Primera emisión   | Primera emisión              | Última emisión      | Última emisión               | Prom. de espectadores (Puntos de rating) |
| Temporada | Episodios | Fecha             | Audiencia (Puntos de rating) | Fecha               | Audiencia (Puntos de rating) | Prom. de espectadores (Puntos de rating) |
| --------- | --------- | ----------------- | ---------------------------- | ------------------- | ---------------------------- | ---------------------------------------- |
| 1         | 221       | 8 de mayo de 2023 | 24.8                         | 19 de enero de 2024 | 31.8                         | 26.5                                     |